# Ross Barnett
Pour les articles homonymes, voir Barnett.
Ross Robert Barnett (né le 22 janvier 1898 à Standing Pine (en) (Mississippi), mort le 6 novembre 1987 à Jackson) est un avocat et un homme politique américain. Il est gouverneur de l'État du Mississippi de 1960 à 1964,.

## Biographie

### L'avocat
Fils d'un vétéran confédéré de la Guerre de sécession qui a également eu neuf autres enfants, il participe à la Première Guerre mondiale puis fait des études de droit au Mississippi College à Clinton et à l'Université du Mississippi à Oxford, finançant ses études en étant barbier et par d'autres petits boulots.
A la fin de ses études, en 1926, il devient avocat spécialisé dans les poursuites en dommages et intérêts. Après la Seconde Guerre mondiale il entre en politique, rejoint le parti démocrate et échoue par deux fois en 1951 et 1955 à devenir gouverneur de l’État. Supporter et membre des Citizens' Councils, il défendit pro bono des ségrégationnistes accusés par les autorités fédérales pour avoir entravé l'intégration scolaires tel qu'à Clinton, au Tennessee, où il défendit des auteurs d'attaques à l'explosif contre une école devant être intégrée.
À sa troisième tentative en 1959 il est élu gouverneur du Mississippi sur un programme fortement ségrégationniste, affirmant que "Dieu était le premier ségrégationniste. Il nous a faits blanc parce qu'il nous voulait blancs, et il entendait que nous le suivions dans cette voie.",

### Le gouverneur du Mississippi

#### Mesures
Ségrégationniste convaincu et membre des Citizens' Councils, il augmenta les moyens du Mississippi State Sovereignty Commission.
En 1961, lors de la campagne de Birmingham, il propose son aide à Robert P. Patterson.

#### Intégration de l'université du Mississippi
L'année suivante, il s'oppose à l'admission d'un vétéran noir de l'US Air force du nom de James Meredith à l'Université du Mississippi au mépris d'une ordonnance de la Cour fédérale; le 13 septembre 1962, au cours d'un discours télévisé, il affirma qu'« il n'y a pas d'exemple dans l'histoire où la race blanche ait survécu à l'intégration... [Nous] ne boirons pas à la coupe du génocide » et qu'« aucune école ne sera intégrée au Mississippi tant que je serai votre gouverneur »,,. Des troubles graves se produisent sur le campus et font deux morts et plusieurs blessés. Il cède à la suite d'un entretien téléphonique avec John Kennedy et James Meredith put s'inscrire aux cours.
Ross Barnett est ensuite cité à comparaitre devant la Cour d'appel des États-Unis pour le cinquième circuit pour désobéissance ; il est condamné à une amende de 10 000 dollars et à une peine de prison. Il ne purgera pas sa peine de prison et ne paiera jamais l'amende, la cour se justifiant par le fait que Meredith a réussi à être inscrit. Les charges contre lui seront définitivement levées en 1965.

#### Prises de positions
En 1963 il annonça que l'adoption d'une loi sur les droits civiques mènerait à la violence et à l'anarchie, et que le mouvement des droits civiques était sous influence communiste; la même année, ne pouvant se représenter, son adjoint Paul Johnson lui succéda.

### Dernières années
En 1964, lors de l'élection présidentielle, il proclama son soutien à Barry Goldwater.
En 1967 il tente de redevenir gouverneur de l’État mais est battu très largement aux primaires du parti démocrate.
Après cela, il se retira de la vie politique; il affirma n'avoir aucun regret sur ses positions, ajoutant que, si c'était à refaire, il le referait.
Le Ross Barnett Reservoir est nommé en son honneur. Sa femme est morte en 1982.